# Cub de Rubik
El cub de Rubik és un trencaclosques mecànic inventat el 1974 per l'escultor i professor d'arquitectura hongarès Ernő Rubik. Originalment Ernő Rubik el va anomenar «Cub màgic», i es va vendre per Pentangle Puzzles al Regne Unit el 1978. Després fou reanomenat a «Cub de Rubik» per Ideal Toys, empresa que el va començar a vendre el 1980. El mateix any va guanyar el premi Joc de l'Any (Spiel des Jahres). El 2021 s'havien venut més de 450 milions de cubs arreu, de manera que va convertir-se en el trencaclosques més venut del món i la joguina més venuda. El cub de Rubik va ser inclòs al Saló Nacional de la Fama de la Joguina dels EUA el 2014.
Al cub de Rubik clàssic original, cadascuna de les sis cares estava coberta per nou adhesius, cadascun dels sis colors sòlids: blanc, vermell, blau, taronja, verd i groc. Algunes versions posteriors del cub s'han actualitzat per utilitzar panells de plàstic de colors, la qual cosa evita que es peli i es decolori. Des de 1988, la disposició dels colors s'ha normalitzat amb el blanc oposat al groc, el blau oposat al verd i el taronja al vermell oposat, i el vermell, el blanc i el blau disposats en aquest ordre en sentit horari. Als primers cubs, la posició dels colors variava d'un cub a un altre.
Un mecanisme de pivot intern permet que cada cara giri de manera independent, barrejant així els colors. Per tal que el trencaclosques es resolgui, s'ha de voltar cada cara a fi que tingui un sol color, és a dir, que els nou quadradets que componen cada cara siguin del mateix color. Ha inspirat altres dissenyadors a crear una sèrie de trencaclosques similars amb diversos nombres de costats, dimensions i mecanismes.
Tot i que el cub de Rubik va assolir el seu punt àlgid de popularitat a la dècada de 1980, a la dècada del 2020 manté la seva popularitat. Molts jugadors continuen practicant aquest i altres trencaclosques similars, i competeixen pels temps més ràpids en diverses categories. Des de l'any 2003, la World Cube Association (WCA), l'òrgan de govern internacional del Cub de Rubik, organitza competicions a tot el món i reconeix rècords mundials.

## Història

### Precursors
El març de 1970, Larry Nichols va inventar un "Trencaclosques amb peces giratòries en grups" de 2×2×2 i va presentar una sol·licitud de patent canadenca. El cub de Nichols estava unit per imants. Nichols va rebre la patent 3.655.201 l'11 d'abril de 1972, dos anys abans que Rubik inventés el seu cub.
El 9 d'abril de 1970, Frank Fox va sol·licitar la patent d'un "dispositiu d'entreteniment", un tipus de trencaclosques lliscant sobre una superfície esfèrica amb "almenys dos matrius 3×3" destinats a ser utilitzats per al joc del tres en ratlla. Va rebre la seva patent britànica (1344259) el 16 de gener de 1974.

### Rubik
Ernő Rubik va obtenir la patent HU170062 pel seu cub, encara que no va sol·licitar pas cap patent vàlida a escala internacional. El primer lot de prova va ésser generat a final de 1977 i comercialitzat per les botigues de joguines de Budapest. La popularitat del cub va créixer a Hongria gràcies al boca-orella.
El setembre de 1979, es feu un pacte amb Ideal Toys per tal d'expandir-ne comercialització arreu del món. Més endavant, Ideal Toys va comercialitzar un cub més lleuger, i va decidir rebatejar-lo. S'idearen possibles noms com «Nus Gordià« o «Or Inca», però la companyia finalment va decidir rebatejar-lo «Cub de Rubik» i exportar-lo per primer cop fora d'Hongria. Se n'inicià la comercialització mundial a finals de gener de 1980, a la Fira de la Joguina de Londres, Nova York, Nuremberg i París. El 1984, Ideal Toys va perdre un plet contra Larry Nichols, que havia registrat el producte amb la patent US3655201. Terutoshi Ishigi el va registrar al Japó amb la patent JP55‒8192.

## Estructura
Es tracta d'un trencaclosques mecànic i tridimensional que es consisteix en un cub format de 3x3x3 peces quadrades i cromades d'un únic color en cada cara (cada cara té 9 quadradets).
El cub, de plàstic, té altres versions diferents: una de 2×2×2 (denominat «Cub de Butxaca»); l'estàndard, de 3×3×3; el de 4×4×4 (també anomenat «La venjança de Rubik»), i un altre de 5×5×5 (conegut com «El Cub del Mestre»). Avui dia també s'han desenvolupat altres versions de 6×6×6, de 7x7x7, i fins i tot la versió de 13x13x13 i 17x17x17.

## El joc
És un joc que combina concepció espacial i habilitat, i que ha tingut força èxit, fins al punt de sorgir imitacions amb més quadrets, en línia i amb altres dibuixos.
El joc es pot simplificar en tres fases bàsiques:
1. Fase de desordenació o descomposició. El cub (que es ven ordenat) es desordena, de manera que es barregen i es volten totes les cares des de totes bandes.
2. Fase de planificació. No resultarà òptim jugar-hi si prèviament no es pensa els moviments que es faran, ja que mai, o difícilment, es pot aconseguir finalitzar el cub amb èxit sense planificació prèvia.
3. Fase de recomposició. Posar totes les peces d'un color en la mateixa cara del cub a base de fer rotacions sobre els eixos.

## Altres dades
Diversos matemàtics han publicat les seves solucions, basades en possibilitats i permutacions. També es convoquen concursos per a resoldre el cub en el mínim temps possible o en el mínim de moviments (amb un temps limitat, per exemple una hora). El cub s'ha convertit en una icona popular, fins al punt d'haver aparegut en diverses pel·lícules.
El cub de Rubik té 43.252.003.274.489.856.000 (aproximadament 43 trilions) posicions possibles. Qualsevol d'aquestes posicions es pot resoldre amb només 20 moviments.
El primer campionat del món organitzat pel llibre Guiness dels rècords del món (Guinness Book of World Records) va ser a Múnic el 13 de març del 1981. Tots els cubs van ser mesclats amb 40 moviments i lubricats amb vaselina. El guanyador oficial, amb un temps de 38 segons, va ser Jury Froeschl, nascut a Múnic.
El primer campionat del món internacional es va fer a Budapest, el 5 de juny de 1982, i el va guanyar Minh Thai, un estudiant vietnamita de Los Angeles, amb un temps de 22,95 segons.
Des del 2003, les competicions són decidides per la millor mitjana (calculada amb els tres temps intermedis dels cinc intents); però el millor temps absolut en muntar un sol cub de tots els intents també és gravat. L'associació mundial del cub de Rubik (World Cube Association o WCA) manté un historial dels rècords del món.
El 2004, la WCA va fer obligatori l'ús de cronòmetres especials anomenats Stackmat timer.
L'actual rècord del món del cub més ràpid el té en Max Park amb un temps de 3,13 a Pride in Long Beach. El rècord anterior és 4,22 segons, de Feliks Zemdegs. L'actual rècord del món de mitjana el té el Yiheng Wang amb 4,48 segons a Mofunland Cruise Open 2023 4,72 / 4,72 / 3,99 / (3,95) / (5,99).
Aquests són els principals rècords del món:
| Cub-Modalitat      | Marca              | Autor                | Pais               | Competició                      | Detalls                                   |
| Rubik's Cube (3x3) | Rubik's Cube (3x3) | Rubik's Cube (3x3)   | Rubik's Cube (3x3) | Rubik's Cube (3x3)              | Rubik's Cube (3x3)                        |
| ------------------ | ------------------ | -------------------- | ------------------ | ------------------------------- | ----------------------------------------- |
| Single             | 3,13               | Max Park             | Estats Units       | Pride in Long Beach 2023        |                                           |
| Mitjana            | 4,48               | Yiheng Wang (王艺衡) | Xina               | Mofunland Cruise Open 2023      | 4,72 / 4,72 / 3,99 / (3,95) / (5,99)      |
| 4x4                |                    |                      |                    |                                 |                                           |
| Single             | 16,79              | Max Park             | Estats Units       | Arizona Speedcubing Spring 2023 |                                           |
| Mitjana            | 19.38              | Max Park             | Estats Units       | Arizona Speedcubing Spring 2023 | (17,60) / 18,49 / 19,37 / (23,80) / 20,28 |
| 5x5                |                    |                      |                    |                                 |                                           |
| Single             | 32,60              | Max Park             | Estats Units       | UCSD Winter 2023                |                                           |
| Mitjana            | 35,90              | Max Park             | Estats Units       | UCSD Winter 2023                | 37,37 / 35,13 / 35,32 / (32,60) / (40.31) |
| 2x2                |                    |                      |                    |                                 |                                           |
| Single             | 0,43               | Teodor Zadjer        | Polònia            | Warsaw Cube Masters 2023        |                                           |
| Average            | 1,01               | Zayn Khanani         | Estats Units       | Pioneer Valley Cubing B 2023    | 0,91/ 0,97 / (0,71) / 1,16 / (2,91)       |

## En cultura popular
- A la comèdia del 2000 Dude, Where's My Car? apareix un cub de Rubik,[22] i el resol un dels personatges principals.
- A la comèdia del 2004 El reporter (Anchorman: The Legend of Ron Burgundy), Brian Fantana tenia un cub de Rubik de 2x2x2 al seu calaix.[23]
- A la pel·lícula del 2006 En busca de la felicitat (The Pursuit of Happyness), Chris Gardner (representat per l'actor Will Smith) resol un cub de Rubik.[24]
- A la pel·lícula de Disney del 2008 WALL·E, el personatge principal mostra un cub de Rubik a EVE representant un dels objectes típics a la Terra, i ràpidament el resol.[25]
- Tres episodis d'Els Simpson han mostrat algun cub de Rubik (episodis 3, 8 i 12).